# Корпорація монстрів
«Корпорація монстрів» (англ. Monsters, Inc.) — американський повнометражний мультфільм студій «Disney Enterprises Inc» і «Pixar» Володар премії «Оскар» 2002 року в номінації «найкраща музика» за пісню «If I Didn't Have You». Бюджет — близько 115 млн $.
У жовтні 2011 року, після касового успіху повторного кінопрокату 3D-версії Короля Лева, кіностудія Disney вирішила повторно випустити у 3D форматі ще чотири свої повнометражні мультфільми, зокрема мультфільми «Красуня та чудовисько 3D», «У пошуках Немо 3D», Корпорація монстрів 3D» та «Русалонька 3D». Наступного року, 19 грудня 2012 року, 3D версія фільму "Корпорація монстрів" вийшла в американський прокат. В український прокат 3D ре-реліз фільму мав вийти 21 березня 2013 року. Але зрештою прокатник без пояснень зняв стрічку з прокату і вона так і не з'явилася в українському кінопрокаті.
На 1 березня 2024 року фільм займав 202-гу позицію у списку 250 кращих фільмів за версією IMDb.

## Сюжет
Десь у паралельному світі існує місто Монстрополіс. Його населяють монстри, страшні й не дуже. Головним підприємством міста є фабрика страху — «Корпорація монстрів». До завдання співробітників, так званих страшил, входить з'являтись дітям уночі, лякаючи їх, і добувати таким чином дитячий плач — енергію, коштом якої живе місто. Команда лідерів з лякання, Саллі та Майк, добрі й чарівні монстри, зовсім не страшні й дуже веселі. Одного разу, після чергової зміни, Саллі виявляє відкриті двері, які ведуть до дитячої кімнати. Мешканці Монстрополіса дуже бояться несанкціонованих контактів із людськими дітьми, вважаючи їх заразними та небезпечними. Саллі спантеличений, оскільки незачинені двері можуть означати тільки одне — до Монстрополіса потрапила дитина. Усьому місту загрожує небезпека. Знайшовши дитину (дівчинку), Саллі ховає її у себе вдома, прив'язується до неї й розуміє, що діти зовсім не такі страшні, як про це говорять. Саллі дає їй ім'я — Бу (Лякалка) і вирішує без зайвого шуму відправити Бу додому — в її світ; Майк йому в цьому допомагає. Друзів чекають веселі й страшні пригоди. Наприкінці мультфільму монстри розуміють, що сміх дітей може давати навіть більше енергії, ніж плач. Після чого корпорація змінює діяльність і замість залякування монстри смішать дітей.

## Персонажі
- Джеймс Бі Салліван («Саллі») (укр. голос Євген Сінчуков) — волохатий і сильний монстр з короткими рогами й синювато-зеленим хутром у фіолетових плямах. Найкращий лякач Корпорації Монстрів. Саме він випадково випустив Бу і тому взяв на себе відповідальність повернути її додому. За цей час дуже прив'язався до малятка. У фіналі — новий директор Корпорації Монстрів.
- Майкл Вазовський («Майк») (укр. голос Назар Задніпровський) — одноокий монстрик з короткими рогами й головою замість тулуба. Помічник і найкращий друг Саллі. На відміну від останнього, досить жадібний і думав тільки про швидку відправку Бу додому, в результаті чого зненавидів Саллі, але ближче до фіналу вони миряться. Після відновлення компанії замінює в ній Саллі й досягає великих успіхів. Лагодить двері Бу, розуміючи як за нею скучає Саллі.
- Селія (укр. голос Ірина Ткаленко) — одноока медуза зі зміями замість волосся — дівчина Майка, яка кохає його. Спочатку не повірила розповідям Майка про Бу, але коли побачила її, то допомогла Майку та Саллі дістатися на склад дверей. У фіналі у них все налагодилося.
- Рендалл Богс (укр. голос Дмитро Завадський) — головний лиходій фільму. Гуманоїдна ящірка з шістьма короткими руками, вміє ставати невидимим. Дуже підступний і жадібний, мріяв стати найстрашнішим монстром і відібрати цей титул у Саллі. Саме він залишив собі двері Бу. Ближче до фіналу потрапляє в наш світ, де його б'ють лопатою.
- Генрі Джеймс Вантус (укр. голос Володимир Нечепоренко) — другорядний лиходій фільму, але довго вважається позитивним персонажем. Директор Корпорації Монстрів, колишній вчитель Саллі, майже замінив йому батька. Внаслідок того, що діти стали менше боятися монстрів, вирішує зробити революцію в індустрії залякування, і вступає в змову з Рендаллом. Довго не знає, що той привів дівчинку. У фіналі його заарештовано поліцією міста.

## Цікаві факти[7]
- Хутро Саллі налічує понад 2320413 волосків.
- У початковій версії сценарію Рендалла звали Нед, а Саллі звали Джонсоном, він був коричневого кольору, а замість ніг у нього були щупальця.
- Наприкінці фільму в кімнаті Бу можна помітити дівчинку-ковбоя Джессі, м'ячик з мультфільму «Історія іграшок» і рибку Немо з мультфільму «У пошуках Немо».
- Справжнє ім'я Бу — Мері Гіббс (збігається з ім'ям дівчинки, що озвучувала персонаж).
- Мері Гіббс під час озвучування було 2,5 року, і вона ще не вміла читати. Тому з нею грали й розмовляли, а в цей час записували її репліки. Мері Гіббс була дуже непосидючою, тому оператору з мікрофоном доводилось рухатися по студії слідом за Мері.

## Нагороди та номінації
| Рік  | Нагорода       | Категорія                                  | Номінант                                               | Результат |
| ---- | -------------- | ------------------------------------------ | ------------------------------------------------------ | --------- |
| 2002 | Премія «Оскар» | Найкращий анімаційний повнометражний фільм | Піт Доктер, Джон Лассетер                              | Номінація |
| 2002 | Премія «Оскар» | Найкраща музика до фільму                  | Ренді Ньюман                                           | Номінація |
| 2002 | Премія «Оскар» | Найкраща пісня до фільму                   | «If I Didn't Have You» — музика та слова: Ренді Ньюман | Перемога  |
| 2002 | Премія «Оскар» | Найкращий звуковий монтаж                  | Гері Райдстром, Майкл Сільверс                         | Номінація |

## Український дубляж
Фільм дубльовано студією «AdiozProduction Studio» на замовлення «Disney Character Voices International» у 2008 році.
- Перекладач тексту та пісень — Сергій Ковальчук
- Режисер дубляжу — Алла Пасікова
- Музичний керівник — Євдоким Решетько
- Звукорежисер — Олександр Мостовенко
- Координатор дубляжу — Катерина Фуртас
- Диктор — Юрій Коваленко

Ролі дублювали:
- Саллі — Євген Сінчуков
- Майк — Назар Задніпровський
- Бу — Марина Брянцева
- Рендал — Дмитро Завадський
- Вантуз — Володимир Нечепоренко
- Селія — Ірина Ткаленко
- Роз — Наталія Надірадзе
- Джордж/Йеті — Ярослав Чорненький
- Нідельман\Пришелепа 1 — Володимир Ніколаєнко
- Смітті\Пришелепа 2 — Юрій Коваленко
- Грибочок/Менеджер — Євген Малуха
- Флінт — Олена Бондарєва-Рєпіна
- Вайло — Сергій Солопай

А також: Алла Пасікова, Сергій Малюга, В'ячеслав Дудко, Людмила Барбір, Іван Малий, Микола Боклан, Олександр Мостовенко.